# René Bohn
Pour les articles homonymes, voir Bohn.
René Bohn (7 mars 1862, Dornach – 6 mars 1922, Mannheim) est un chimiste franco-germano-suisse. Il est connu pour ses nombreuses découvertes en chimie de colorants, et notamment pour avoir mis au point les indantrhènes, une famille de colorants anthraquinoniques dont le premier d'entre-eux et le plus connu est le bleu d'indanthrène.

## Biographie
René Bohn est le fils de Karl Friedrich Bohn (1829-1886) et Caroline Adèle Bourry (née en 1838). Il est né à Dornach, où il a grandi avec ses onze frères et sœurs. Après avoir fréquenté l'école industrielle de Mulhouse (1869-1878) et l'école cantonale de Zurich (de) (1878-1879), il étudie la chimie à l'école polytechnique de Zurich de 1879 à 1882 où il aura pour professeurs Viktor Meyer, Frederick Treadwell, Georg Lunge et Karl Heumann. Il obtient son doctorat en 1883, et acquiert la citoyenneté suisse, qu'il conservera jusqu'à la fin de sa vie. En 1895, il épouse à Milan Hedwig (Edwiga) Schoch (1874-1961), avec qui il aura deux enfants.
Sa première expérience professionnelle es dans une imprimerie de calicot à Mulhouse. Grâce à la médiation de Viktor Meyer, il est engagé en 1884 par BASF à Ludwigshafen, dans le département « alizarine » du laboratoire de la société. Ses résultats de recherches dans le domaine de la chimie des colorants ont été sensationnels : dès 1885, il découvre un nouveau colorant, le marron d'alizarine. Viennent ensuite le bleu d'anthracène (1886), le noir d'alizarine (1887), le jaune de carbazole, le vert d'alizarine et le bleu-vert d'alizarine (tous en 1888). En 1892, la Société industrielle de Mulhouse lui décerne une « pièce commémorative dorée ... pour tous ses travaux dans le domaine des colorants artificiels ». Sa découverte la plus célèbre est probablement le bleu d'indanthrène, un colorant qui résiste au lavage, à la lumière et aux intempéries. Le brevet correspondant a été enregistré le 6 février 1901 sous le nom de « Verfahren zur Darstellung eines blauen Farbstoffes der Anthracenreihe » (« Procédé de préparation d'un colorant bleu de la série anthracénique », DRP n° 129845)
En 1906, Bohn devient directeur et membre adjoint du conseil d'administration de BASF. À partir de 1911, il dirige tout le département « alizarine ». En 1914, il a reçoit le titre de « professeur », et devient  membre à part entière du conseil d'administration de BASF à partir de 1919. Fin 1921, Bohn démissionne de son emploi et meurt à Mannheim quelques mois plus tard, un jour avant son 60e anniversaire.
L'hôtel de BASF à Ludwigshafen porte son nom, ainsi qu'une rue de la ville.